# Konstantin Baron
Friedrich Arthur Konstantin Baron (* 3. September 1842 in Lehnhaus; † 10. Januar 1922 in Visselhövede) war ein preußischer Generalleutnant.

## Leben

### Herkunft
Konstantin war ein Sohn des preußischen Hauptmanns und Pächters von Kanterwitz Friedrich Baron (1810–1888) und dessen Ehefrau Luise, geborene von Helmich (1815–1883).

### Militärkarriere
Nach dem Besuch der Kadettenhäuser in Wahlstatt und Berlin wurde Baron am 23. September 1860 als Portepeefähnrich dem 3. Posenschen Infanterie-Regiment Nr. 58 der Preußischen Armee überwiesen. Er avancierte bis Ende Januar 1861 zum Sekondeleutnant und war ab Januar 1866 Adjutant des I. Bataillons. In dieser Eigenschaft nahm er während des Krieges gegen Österreich an der Schlacht bei Nachod teil und wurde bei Skalitz durch einen Schuss in den Unterleib schwer verwundet. Für sein Verhalten erhielt Baron den Roten Adlerorden IV. Klasse mit Schwertern. Nach seiner Wiederherstellung wurde er Mitte Mai 1867 Regimentsadjutant und stieg einen Monat später zum Premierleutnant auf.
Zu Beginn des Krieges gegen Frankreich führte Baron die mobilen 1. Kompanie seines Regiments in den Schlachten bei Weißenburg, Wörth, vor Metz und bei Sedan. Unter Beförderung zum Hauptmann wurde er während der Belagerung von Paris am 24. September 1870 als Kompaniechef in das Oldenburgische Infanterie-Regiment Nr. 91 versetzt, mit dem er sich an den Schlachten bei Beaune-la-Rolande, Beaugency und Le Mans beteiligte.
Ausgezeichnet mit dem Eisernen Kreuz II. Klasse und dem Ehrenritterkreuz II. Klasse des Oldenburgischen Haus- und Verdienstordens des Herzogs Peter Friedrich Ludwig mit Schwertern verblieb Baron nach dem Friedensschluss mit seinem Verband bei der Okkupationsarmee in Frankreich. Anfang September 1881 wurde er zum überzähligen Major befördert und Mitte November 1882 zum etatmäßigen Stabsoffizier ernannt. Nachdem man ihn am 6. Dezember 1883 seinem Regiment aggregiert hatte, wurde er Mitte Januar 1884 Kommandeur des I. Bataillons. Als Oberstleutnant war Baron vom 2. August 1888 bis zum 17. November 1890 erneut beim Stab tätig. Anschließend erfolgte mit der Beförderung zum Oberst seine Versetzung als Kommandeur des Pommerschen Füsilier-Regiments Nr. 34 nach Bromberg. Unter Stellung à la suite seines Regiments beauftragte man ihn am 21. April 1894 mit der Führung der 20. Infanterie-Brigade in Posen. Baron wurde am 14. Mai 1894 unter Beförderung zum Generalmajor Kommandeur dieses Großverbandes und erhielt in dieser Eigenschaft anlässlich des Ordensfestes im Januar 1896 den Roten Adlerorden II. Klasse mit Eichenlaub und Schwertern am Ringe. In Genehmigung seines Abschiedsgesuches wurde Baron mit dem Charakter als Generalleutnant und der gesetzlichen Pension zur Disposition gestellt.

### Familie
Baron verheiratet sich am 14. Juli 1868 in Habelschwerdt mit Emma von Damitz (1844–1921). Aus der Ehe gingen die drei Kinder Alfred (* 1869), Margarete (* 1873) und Wilhelm (* 1875) hervor.